# MV Britannic
MV Britannic foi um transatlântico da White Star Line, o terceiro navio da companhia a ostentar o nome. Ele foi construído pela Harland and Wolff, em Belfast na Irlanda do Norte. Ele foi lançado em 06 de Agosto de 1929. Como seu companheiro de classe MV Georgic, Britannic era um navio movido por motores a diesel. O seu deslocamento era de 26.943 toneladas brutas com um comprimento de 712 pés (217 m). Na época de seu lançamento era o maior navio do motor de fabrico britânica. Estes dois seriam os únicos Navios a Motor da White Star. O Britannic era um navio de passageiros popular, como ele representava o que era então a ultima palavra em decoração de interiores e mobiliário Art Deco, bem como o desenho das chaminés rebaixadas dando-lhe um perfil elegante.

## História

### Primeiras viagens
O Britannic realizou a sua primeira viagem na rota Liverpool-Belfast-Glasgow-Nova Iorque, em 28 de Junho de 1930. Geralmente passava os verões na rota do Atlântico Norte, enquanto que nos invernos fazia a rota no Caribe. Realizou este serviço até que a White Star Line passou a fazer parte da Cunard-White Star em 1934. Em 1935, passou para a rota Londres - Nova Iorque, na qual estava no começo da Segunda Guerra Mundial.

### Segunda Guerra Mundial
Durante a Guerra, o Britannic dedicou-se ao transporte de tropas, transportando cerca de 180 000 soldados durante a guerra. Em 1948 voltou para a rota Londres, Nova Iorque.

### Serviço durante o pós-guerra
O público queria a Cunard separada da White Star como os únicos navios em serviço da antiga White Star Line. Ambos os dois seguiram realizando as suas viagens sob a bandeira da empresa Cunard White Star durante o resto do seu tempo de serviço.
Em junho de 1950, o Britannic colidiu com o navio dos Estados Unidos, Pioneer Land.

### Última viagem
As últimas viagens do Britannic foram realizadas na rota Liverpool - Nova Iorque, sendo o último transatlântico com bandeira da White Star Line a realizar em novembro de 1960  esta rota. A última partida de Nova Iorque ocorreu a 25 de novembro de 1960, chagando a Liverpool a 2 de dezembro. No sentido inverso, a última partida de um navio da White Star Line de Liverpool também foi realizada pelo Britannic a 16 de dezembro de 1960. Ao chegar a Nova Iorque a cambota do motor teve uma avaria grave e as viagens posteriores foram canceladas. A Cunard declarou a reparação como proibitiva sob o ponto de vista económico e o Britannic atravessou o atlântico pela ultima vez com destino a Inverkeithing, onde foi vendido para sucata, sendo desmantelado no ano seguinte. Em 1968 a Cunard se separou da White Star Line e voltou a ser conhecida como Cunard Line. 